# Puchar Top Teams w piłce siatkowej mężczyzn (2003/2004)
Puchar Top Teams 2003/2004 – 4. sezon Pucharu Top Teams rozgrywanego od 2000 roku, organizowanego przez Europejską Konfederację Piłki Siatkowej (CEV) w ramach europejskich pucharów dla męskich klubowych zespołów siatkarskich Starego Kontynentu.

## System rozgrywek
- Faza kwalifikacyjna składała się z I rundy, gdzie drużyny grały dwumecz, oraz 7 turniejów. Każdy turniej składał się z rozgrywek grupowych. W każdej grupie znalazły się po 4 drużyny. Rozegrały one pomiędzy sobą po jednym spotkaniu. Zwycięzcy grup awansowali do 1/8 finału.
- W 1/8 finału do zwycięzców turniejów kwalifikacyjnych na podstawie rankingu CEV dołączyły pozostałe uczestniczące drużyny, tworząc pary. W każdej parze rozgrywano dwumecz, a jego zwycięzca awansował do kolejnej fazy.
- 1/4 finału rozgrywana była analogicznie do 1/8 finału.
- Turniej finałowy składał się z meczów półfinałowych, meczu o 3. miejsce oraz finału.

## Drużyny uczestniczące
| Federacja                                                                        | Drużyna                        |
| -------------------------------------------------------------------------------- | ------------------------------ |
| Albania                                                                          | Studenti Tirana (L1)           |
| Albania                                                                          | Dinamo Tirana (P1)             |
| Azerbejdżan                                                                      | Azerneft Baku (L1)             |
| Azerbejdżan                                                                      | Metro Baku (L2)                |
| Bośnia i Hercegowina                                                             | OK Kakanj (L1)                 |
| Bułgaria                                                                         | Łukoil Neftochimik Burgas (P2) |
| Chorwacja                                                                        | HAOK Mladost Zagrzeb (L1)      |
| Chorwacja                                                                        | MOK Osijek (P2)                |
| Cypr                                                                             | Nea Salamina Famagusta (L1)    |
| Cypr                                                                             | APOEL Nikozja (P2)             |
| Dania                                                                            | DHG Odense (L1)                |
| Dania                                                                            | Holte IF (P1)                  |
| Finlandia                                                                        | Perungan Pojat (L1)            |
| Finlandia                                                                        | Tampereen Isku-Volley (P1)     |
| Irlandia                                                                         | Aer Lingus (L1)                |
| Luksemburg                                                                       | Volley 80 Pétange (P1)         |
| Łotwa                                                                            | LĀSE-R/Rīga (L1)               |
| Łotwa                                                                            | Poliurs Ozolnieki (L2)         |
| Macedonia                                                                        | Shkëndija Tetowo (?)           |
| Mołdawia                                                                         | Speranța-USM Kiszyniów (L1)    |
| Mołdawia                                                                         | Dinamo Tyraspol (L2)           |
| Norwegia                                                                         | BK Tromsø (P1)                 |
| Portugalia                                                                       | Vitória SC (P2)                |
| Rumunia                                                                          | Petrom Ploeszti (?)            |
| Słowenia                                                                         | Salonit Anhovo Kanal (P1)      |
| Szwajcaria                                                                       | Concordia MTV Näfels (L1)      |
| Szwajcaria                                                                       | Chênois Genève Volleyball (P1) |
| Szwecja                                                                          | Örkelljunga VK (L1)            |
| Węgry                                                                            | Vegyész RC Kazincbarcika (L1)  |
| Węgry                                                                            | Kométa Kaposvár SE (P1)        |
| Legenda: Ln – n miejsce w mistrzostwach kraju Pn – n miejsce w krajowym pucharze |                                |

| Federacja                                                                        | Drużyna                            |
| -------------------------------------------------------------------------------- | ---------------------------------- |
| Austria                                                                          | VT Tiroler Wasserkraft (P2)        |
| Czechy                                                                           | VK Jihostroj České Budějovice (P1) |
| Hiszpania                                                                        | CV Elche (P1)                      |
| Holandia                                                                         | Piet Zoomers/D Apeldoorn (L1)      |
| Portugalia                                                                       | Castêlo da Maia GC (L1)            |
| Rumunia                                                                          | Deltacons Tulcza (L1)              |
| Słowenia                                                                         | Calcit Kamnik (L1)                 |
| Turcja                                                                           | Erdemirspor (L2)                   |
| Ukraina                                                                          | Łokomotyw Charków (L1)             |
| Legenda: Ln – n miejsce w mistrzostwach kraju Pn – n miejsce w krajowym pucharze |                                    |

## Rozgrywki
Wszystkie godziny według czasu lokalnego.

### I runda kwalifikacyjna
| Data                                 | Godz. | Drużyna 1       | Wynik | Drużyna 2         | 1     | 2     | 3     | 4     | 5 | Małe punkty | Widzów | *      |
| ------------------------------------ | ----- | --------------- | ----- | ----------------- | ----- | ----- | ----- | ----- | - | ----------- | ------ | ------ |
| 05.10.2003                           | 20:00 | APOEL           | 3:1   | Volley 80 Pétange | 25:19 | 21:25 | 25:18 | 25:20 |   |             | 150    | raport |
| 11.10.2003                           | 20:00 | APOEL           | 3:0   | Volley 80 Pétange | 25:19 | 25:19 | 25:14 |       |   | 150         | raport |        |
| 05.10.2003                           | 12:00 | Dinamo Tyraspol | 3:0   | Shkëndija Tetowo  | 25:20 | 26:24 | 25:20 |       |   | 127:139     | 200    | raport |
| 11.10.2003                           | 19:00 | Dinamo Tyraspol | 0:3   | Shkëndija Tetowo  | 22:25 | 11:25 | 18:25 |       |   | 127:139     |        | raport |
| Po lewej gospodarz pierwszego meczu. |       |                 |       |                   |       |       |       |       |   |             |        |        |

### II runda kwalifikacyjna
awans do 1/8 finału

#### Turniej 1
Miejsce:  Guimarães
Tabela
| Lp. | Drużyna              | Pkt | Mecze | Mecze | Mecze | Sety | Sety | Sety  | Małe punkty | Małe punkty | Małe punkty |
| Lp. | Drużyna              | Pkt | M     | W     | P     | wyg. | prz. | ratio | zdob.       | str.        | ratio       |
| --- | -------------------- | --- | ----- | ----- | ----- | ---- | ---- | ----- | ----------- | ----------- | ----------- |
| 1   | Vitória SC           | 6   | 3     | 3     | 0     | 9    | 0    | MAX   | 225         | 171         | 1.316       |
| 2   | Concordia MTV Näfels | 5   | 3     | 2     | 1     | 6    | 3    | 2.000 | 219         | 170         | 1.288       |
| 3   | MOK Osijek           | 4   | 3     | 1     | 2     | 3    | 6    | 0.500 | 176         | 205         | 0.859       |
| 4   | APOEL                | 3   | 3     | 0     | 3     | 0    | 9    | 0.000 | 151         | 225         | 0.671       |

Źródło: CEV (ang.)
Zasady ustalania kolejności: 1. liczba zdobytych punktów; 2. wyższy stosunek setów; 3. wyższy stosunek małych punktów.
Punktacja: zwycięstwo – 2 pkt; porażka – 1 pkt
Wyniki
| Data       | Godz. | Drużyna 1            | Wynik | Drużyna 2            | 1     | 2     | 3     | 4 | 5 | Widzów | *      |
| ---------- | ----- | -------------------- | ----- | -------------------- | ----- | ----- | ----- | - | - | ------ | ------ |
| 24.10.2003 | 19:00 | MOK Osijek           | 0:3   | Concordia MTV Näfels | 15:25 | 15:25 | 16:25 |   |   | 50     | raport |
| 24.10.2003 | 21:00 | Vitória SC           | 3:0   | APOEL                | 25:15 | 25:15 | 25:17 |   |   | 1200   | raport |
| 25.10.2003 | 19:00 | MOK Osijek           | 3:0   | APOEL                | 25:21 | 25:20 | 25:14 |   |   | 50     | raport |
| 25.10.2003 | 21:00 | Concordia MTV Näfels | 0:3   | Vitória SC           | 23:25 | 23:25 | 23:25 |   |   | 1200   | raport |
| 26.10.2003 | 16:00 | APOEL                | 0:3   | Concordia MTV Näfels | 15:25 | 16:25 | 18:25 |   |   | 100    | raport |
| 26.10.2003 | 18:00 | Vitória SC           | 3:0   | MOK Osijek           | 25:19 | 25:14 | 25:22 |   |   | 1400   | raport |

#### Turniej 2
Miejsce:  Genewa
Tabela
| Lp. | Drużyna                   | Pkt | Mecze | Mecze | Mecze | Sety | Sety | Sety  | Małe punkty | Małe punkty | Małe punkty |
| Lp. | Drużyna                   | Pkt | M     | W     | P     | wyg. | prz. | ratio | zdob.       | str.        | ratio       |
| --- | ------------------------- | --- | ----- | ----- | ----- | ---- | ---- | ----- | ----------- | ----------- | ----------- |
| 1   | Chênois Genève Volleyball | 6   | 3     | 3     | 0     | 9    | 2    | 4.500 | 267         | 218         | 1.225       |
| 2   | Kométa Kaposvár SE        | 5   | 3     | 2     | 1     | 6    | 4    | 1.500 | 237         | 201         | 1.179       |
| 3   | OK Kakanj                 | 4   | 3     | 1     | 2     | 5    | 6    | 0.833 | 228         | 257         | 0.887       |
| 4   | DHG Odense                | 3   | 3     | 0     | 3     | 1    | 9    | 0.111 | 194         | 250         | 0.776       |

Źródło: CEV (ang.)
Zasady ustalania kolejności: 1. liczba zdobytych punktów; 2. wyższy stosunek setów; 3. wyższy stosunek małych punktów.
Punktacja: zwycięstwo – 2 pkt; porażka – 1 pkt
Wyniki
| Data       | Godz. | Drużyna 1                 | Wynik | Drużyna 2                 | 1     | 2     | 3     | 4     | 5     | Widzów | *      |
| ---------- | ----- | ------------------------- | ----- | ------------------------- | ----- | ----- | ----- | ----- | ----- | ------ | ------ |
| 24.10.2003 | 18:00 | Kométa Kaposvár SE        | 3:1   | DHG Odense                | 25:23 | 25:27 | 25:16 | 25:12 |       |        | raport |
| 24.10.2003 | 20:30 | OK Kakanj                 | 2:3   | Chênois Genève Volleyball | 25:23 | 19:25 | 18:25 | 31:29 | 12:15 | 300    | raport |
| 25.10.2003 | 15:30 | Kométa Kaposvár SE        | 3:0   | OK Kakanj                 | 25:17 | 25:13 | 25:18 |       |       | 100    | raport |
| 25.10.2003 | 18:00 | Chênois Genève Volleyball | 3:0   | DHG Odense                | 25:11 | 25:20 | 25:20 |       |       | 300    | raport |
| 26.10.2003 | 12:00 | DHG Odense                | 0:3   | OK Kakanj                 | 21:25 | 22:25 | 22:25 |       |       | 50     | raport |
| 26.10.2003 | 15:00 | Chênois Genève Volleyball | 3:0   | Kométa Kaposvár SE        | 25:23 | 25:23 | 25:16 |       |       | 400    | raport |

#### Turniej 3
Miejsce:  Tampere
Tabela
| Lp. | Drużyna                | Pkt | Mecze | Mecze | Mecze | Sety | Sety | Sety  | Małe punkty | Małe punkty | Małe punkty |
| Lp. | Drużyna                | Pkt | M     | W     | P     | wyg. | prz. | ratio | zdob.       | str.        | ratio       |
| --- | ---------------------- | --- | ----- | ----- | ----- | ---- | ---- | ----- | ----------- | ----------- | ----------- |
| 1   | Tampereen Isku-Volley  | 6   | 3     | 3     | 0     | 9    | 0    | MAX   | 225         | 145         | 1.552       |
| 2   | BK Tromsø              | 5   | 3     | 2     | 1     | 6    | 3    | 2.000 | 212         | 184         | 1.152       |
| 3   | Speranța-USM Kiszyniów | 4   | 3     | 1     | 2     | 3    | 6    | 0.500 | 178         | 190         | 0.937       |
| 4   | Aer Lingus             | 3   | 3     | 0     | 3     | 0    | 9    | 0.000 | 129         | 225         | 0.573       |

Źródło: CEV (ang.)
Zasady ustalania kolejności: 1. liczba zdobytych punktów; 2. wyższy stosunek setów; 3. wyższy stosunek małych punktów.
Punktacja: zwycięstwo – 2 pkt; porażka – 1 pkt
Wyniki
| Data       | Godz. | Drużyna 1              | Wynik | Drużyna 2              | 1     | 2     | 3     | 4 | 5 | Widzów | *      |
| ---------- | ----- | ---------------------- | ----- | ---------------------- | ----- | ----- | ----- | - | - | ------ | ------ |
| 24.10.2003 | 18:00 | Tampereen Isku-Volley  | 3:0   | Speranța-USM Kiszyniów | 25:17 | 25:14 | 25:9  |   |   |        | raport |
| 24.10.2003 | 20:00 | BK Tromsø              | 3:0   | Aer Lingus             | 25:16 | 25:21 | 25:9  |   |   | 148    | raport |
| 25.10.2003 | 16:00 | Aer Lingus             | 0:3   | Speranța-USM Kiszyniów | 16:25 | 14:25 | 9:25  |   |   |        | raport |
| 25.10.2003 | 18:00 | BK Tromsø              | 0:3   | Tampereen Isku-Volley  | 21:25 | 20:25 | 20:25 |   |   |        | raport |
| 26.10.2003 | 12:30 | Speranța-USM Kiszyniów | 0:3   | BK Tromsø              | 19:25 | 24:26 | 20:25 |   |   | 83     | raport |
| 26.10.2003 | 14:30 | Tampereen Isku-Volley  | 3:0   | Aer Lingus             | 25:12 | 25:16 | 25:16 |   |   | 156    | raport |

#### Turniej 4
Miejsce:  Ozolnieki
Tabela
| Lp. | Drużyna                  | Pkt | Mecze | Mecze | Mecze | Sety | Sety | Sety  | Małe punkty | Małe punkty | Małe punkty |
| Lp. | Drużyna                  | Pkt | M     | W     | P     | wyg. | prz. | ratio | zdob.       | str.        | ratio       |
| --- | ------------------------ | --- | ----- | ----- | ----- | ---- | ---- | ----- | ----------- | ----------- | ----------- |
| 1   | Vegyész RC Kazincbarcika | 6   | 3     | 3     | 0     | 9    | 1    | 9.000 | 258         | 200         | 1.290       |
| 2   | Poliurs Ozolnieki        | 5   | 3     | 2     | 1     | 6    | 5    | 1.200 | 243         | 229         | 1.061       |
| 3   | Örkelljunga VK           | 4   | 3     | 1     | 2     | 6    | 7    | 0.857 | 284         | 300         | 0.947       |
| 4   | Holte IF                 | 3   | 3     | 0     | 3     | 1    | 9    | 0.111 | 196         | 252         | 0.778       |

Źródło: CEV (ang.)
Zasady ustalania kolejności: 1. liczba zdobytych punktów; 2. wyższy stosunek setów; 3. wyższy stosunek małych punktów.
Punktacja: zwycięstwo – 2 pkt; porażka – 1 pkt
Wyniki
| Data       | Godz. | Drużyna 1                | Wynik | Drużyna 2                | 1     | 2     | 3     | 4     | 5    | Widzów | *      |
| ---------- | ----- | ------------------------ | ----- | ------------------------ | ----- | ----- | ----- | ----- | ---- | ------ | ------ |
| 24.10.2003 | 16:00 | Örkelljunga VK           | 1:3   | Vegyész RC Kazincbarcika | 13:25 | 32:30 | 20:25 | 18:25 |      | 50     | raport |
| 24.10.2003 | 18:00 | Poliurs Ozolnieki        | 3:0   | Holte IF                 | 25:15 | 25:23 | 25:14 |       |      | 170    | raport |
| 25.10.2003 | 16:00 | Poliurs Ozolnieki        | 3:2   | Örkelljunga VK           | 17:25 | 25:20 | 25:21 | 22:25 | 15:8 | 170    | raport |
| 25.10.2003 | 18:00 | Holte IF                 | 0:3   | Vegyész RC Kazincbarcika | 9:25  | 21:25 | 23:25 |       |      | 70     | raport |
| 26.10.2003 | 16:00 | Holte IF                 | 1:3   | Örkelljunga VK           | 20:25 | 19:25 | 28:26 | 24:26 |      | 55     | raport |
| 26.10.2003 | 18:00 | Vegyész RC Kazincbarcika | 3:0   | Poliurs Ozolnieki        | 26:24 | 25:15 | 27:25 |       |      | 490    | raport |

#### Turniej 5
Miejsce:  Zagrzeb
Tabela
| Lp. | Drużyna              | Pkt | Mecze | Mecze | Mecze | Sety | Sety | Sety  | Małe punkty | Małe punkty | Małe punkty |
| Lp. | Drużyna              | Pkt | M     | W     | P     | wyg. | prz. | ratio | zdob.       | str.        | ratio       |
| --- | -------------------- | --- | ----- | ----- | ----- | ---- | ---- | ----- | ----------- | ----------- | ----------- |
| 1   | LĀSE-R/Rīga          | 6   | 3     | 3     | 0     | 9    | 0    | MAX   | 225         | 165         | 1.364       |
| 2   | HAOK Mladost Zagrzeb | 5   | 3     | 2     | 1     | 6    | 3    | 2.000 | 215         | 177         | 1.215       |
| 3   | Studenti Tirana      | 4   | 3     | 1     | 2     | 3    | 6    | 0.500 | 178         | 207         | 0.860       |
| 4   | Shkëndija Tetowo     | 3   | 3     | 0     | 3     | 0    | 9    | 0.000 | 156         | 225         | 0.693       |

Źródło: CEV (ang.)
Zasady ustalania kolejności: 1. liczba zdobytych punktów; 2. wyższy stosunek setów; 3. wyższy stosunek małych punktów.
Punktacja: zwycięstwo – 2 pkt; porażka – 1 pkt
Wyniki
| Data       | Godz. | Drużyna 1            | Wynik | Drużyna 2            | 1     | 2     | 3     | 4 | 5 | Widzów | *      |
| ---------- | ----- | -------------------- | ----- | -------------------- | ----- | ----- | ----- | - | - | ------ | ------ |
| 24.10.2003 | 17:00 | Shkëndija Tetowo     | 0:3   | HAOK Mladost Zagrzeb | 11:25 | 20:25 | 15:25 |   |   | 322    | raport |
| 24.10.2003 | 19:00 | LĀSE-R/Rīga          | 3:0   | Studenti Tirana      | 25:9  | 25:19 | 25:19 |   |   | 92     | raport |
| 25.10.2003 | 17:00 | HAOK Mladost Zagrzeb | 3:0   | Studenti Tirana      | 25:16 | 25:22 | 25:18 |   |   | 152    | raport |
| 25.10.2003 | 19:00 | LĀSE-R/Rīga          | 3:0   | Shkëndija Tetowo     | 25:16 | 25:22 | 25:15 |   |   | 98     | raport |
| 26.10.2003 | 16:00 | HAOK Mladost Zagrzeb | 0:3   | LĀSE-R/Rīga          | 23:25 | 23:25 | 19:25 |   |   | 355    | raport |
| 26.10.2003 | 18:00 | Studenti Tirana      | 3:0   | Shkëndija Tetowo     | 25:20 | 25:18 | 25:19 |   |   | 48     | raport |

#### Turniej 6
Miejsce:  Burgas
Tabela
| Lp. | Drużyna                   | Pkt | Mecze | Mecze | Mecze | Sety | Sety | Sety  | Małe punkty | Małe punkty | Małe punkty |
| Lp. | Drużyna                   | Pkt | M     | W     | P     | wyg. | prz. | ratio | zdob.       | str.        | ratio       |
| --- | ------------------------- | --- | ----- | ----- | ----- | ---- | ---- | ----- | ----------- | ----------- | ----------- |
| 1   | Łukoil Neftochimik Burgas | 6   | 3     | 3     | 0     | 9    | 3    | 3.000 | 279         | 233         | 1.197       |
| 2   | Perungan Pojat            | 5   | 3     | 2     | 1     | 8    | 3    | 2.667 | 251         | 201         | 1.249       |
| 3   | Nea Salamina Famagusta    | 4   | 3     | 1     | 2     | 3    | 7    | 0.429 | 201         | 233         | 0.863       |
| 4   | Metro Baku                | 3   | 3     | 0     | 3     | 2    | 9    | 0.222 | 202         | 266         | 0.759       |

Źródło: CEV (ang.)
Zasady ustalania kolejności: 1. liczba zdobytych punktów; 2. wyższy stosunek setów; 3. wyższy stosunek małych punktów.
Punktacja: zwycięstwo – 2 pkt; porażka – 1 pkt
Wyniki
| Data       | Godz. | Drużyna 1                 | Wynik | Drużyna 2                 | 1     | 2     | 3     | 4     | 5    | Widzów | *      |
| ---------- | ----- | ------------------------- | ----- | ------------------------- | ----- | ----- | ----- | ----- | ---- | ------ | ------ |
| 24.10.2003 | 17:30 | Perungan Pojat            | 3:0   | Metro Baku                | 25:21 | 25:14 | 25:11 |       |      | 300    | raport |
| 24.10.2003 | 19:30 | Łukoil Neftochimik Burgas | 3:0   | Nea Salamina Famagusta    | 25:20 | 25:16 | 25:23 |       |      | 500    | raport |
| 25.10.2003 | 17:30 | Nea Salamina Famagusta    | 3:1   | Metro Baku                | 25:14 | 25:23 | 19:25 | 25:21 |      | 420    | raport |
| 25.10.2003 | 19:30 | Łukoil Neftochimik Burgas | 3:2   | Perungan Pojat            | 27:29 | 25:13 | 29:27 | 11:25 | 15:7 | 1120   | raport |
| 26.10.2003 | 17:30 | Perungan Pojat            | 3:0   | Nea Salamina Famagusta    | 25:17 | 25:19 | 25:12 |       |      | 150    | raport |
| 26.10.2003 | 19:30 | Metro Baku                | 1:3   | Łukoil Neftochimik Burgas | 25:22 | 23:25 | 11:25 | 14:25 |      | 500    | raport |

#### Turniej 7
Miejsce:  Kanal
Tabela
| Lp. | Drużyna              | Pkt | Mecze | Mecze | Mecze | Sety | Sety | Sety  | Małe punkty | Małe punkty | Małe punkty |
| Lp. | Drużyna              | Pkt | M     | W     | P     | wyg. | prz. | ratio | zdob.       | str.        | ratio       |
| --- | -------------------- | --- | ----- | ----- | ----- | ---- | ---- | ----- | ----------- | ----------- | ----------- |
| 1   | Salonit Anhovo Kanal | 6   | 3     | 3     | 0     | 9    | 2    | 4.500 | 265         | 219         | 1.210       |
| 2   | Petrom Ploeszti      | 5   | 3     | 2     | 1     | 8    | 3    | 2.667 | 261         | 209         | 1.249       |
| 3   | Azerneft Baku        | 4   | 3     | 1     | 2     | 3    | 6    | 0.500 | 182         | 212         | 0.858       |
| 4   | Dinamo Tirana        | 3   | 3     | 0     | 3     | 0    | 9    | 0.000 | 162         | 230         | 0.704       |

Wyniki
| Data       | Godz. | Drużyna 1            | Wynik | Drużyna 2            | 1     | 2     | 3     | 4     | 5     | Widzów | *      |
| ---------- | ----- | -------------------- | ----- | -------------------- | ----- | ----- | ----- | ----- | ----- | ------ | ------ |
| 24.10.2003 | 17:00 | Petrom Ploeszti      | 3:0   | Dinamo Tirana        | 25:15 | 25:17 | 25:20 |       |       | 50     | raport |
| 24.10.2003 | 20:00 | Azerneft Baku        | 0:3   | Salonit Anhovo Kanal | 22:25 | 19:25 | 19:25 |       |       | 200    | raport |
| 25.10.2003 | 17:00 | Salonit Anhovo Kanal | 3:0   | Dinamo Tirana        | 25:14 | 25:14 | 25:20 |       |       | 120    | raport |
| 25.10.2003 | 20:00 | Petrom Ploeszti      | 3:0   | Azerneft Baku        | 25:12 | 25:15 | 25:15 |       |       |        | raport |
| 26.10.2003 | 17:00 | Dinamo Tirana        | 0:3   | Azerneft Baku        | 14:25 | 28:30 | 20:25 |       |       | 80     | raport |
| 26.10.2003 | 20:00 | Salonit Anhovo Kanal | 3:2   | Petrom Ploeszti      | 25:20 | 20:25 | 25:21 | 25:27 | 20:18 | 600    | raport |

### Faza główna

#### 1/8 finału
| Data                                 | Godz. | Drużyna 1                     | Wynik | Drużyna 2                 | 1     | 2     | 3     | 4     | 5     | Małe punkty | Widzów | *      |
| ------------------------------------ | ----- | ----------------------------- | ----- | ------------------------- | ----- | ----- | ----- | ----- | ----- | ----------- | ------ | ------ |
| 11.12.2003                           | 20:00 | CV Elche                      | 2:3   | Chênois Genève Volleyball | 25:18 | 13:25 | 21:25 | 25:15 | 11:15 |             | 650    | raport |
| 17.12.2003                           | 20:00 | CV Elche                      | 3:1   | Chênois Genève Volleyball | 26:24 | 20:25 | 25:16 | 25:16 |       |             | raport |        |
| 10.12.2003                           | 17:00 | VK Jihostroj České Budějovice | 2:3   | Łokomotyw Charków         | 25:22 | 25:22 | 30:32 | 21:25 | 25:23 |             | 460    | raport |
| 16.12.2003                           | 17:00 | VK Jihostroj České Budějovice | 0:3   | Łokomotyw Charków         | 14:25 | 14:25 | 16:25 |       |       | 3500        | raport |        |
| 09.12.2003                           | 20:30 | Castêlo da Maia GC            | 3:0   | Tampereen Isku-Volley     | 25:16 | 25:23 | 25:21 |       |       |             | 400    | raport |
| 17.12.2003                           | 18:30 | Castêlo da Maia GC            | 3:1   | Tampereen Isku-Volley     | 25:20 | 20:25 | 25:15 | 25:20 |       | 543         | raport |        |
| 10.12.2003                           | 17:00 | Vegyész RC Kazincbarcika      | 3:1   | Piet Zoomers/D Apeldoorn  | 25:17 | 25:23 | 21:25 | 25:19 |       |             | 547    | raport |
| 17.12.2003                           | 19:30 | Vegyész RC Kazincbarcika      | 2:3   | Piet Zoomers/D Apeldoorn  | 13:25 | 20:25 | 30:28 | 25:21 | 13:15 | 900         | raport |        |
| 10.12.2003                           | 19:00 | Calcit Kamnik                 | 3:0   | Salonit Anhovo Kanal      | 25:18 | 25:20 | 25:15 |       |       | 138:129     | 500    | raport |
| 17.12.2003                           | 19:00 | Calcit Kamnik                 | 0:3   | Salonit Anhovo Kanal      | 24:26 | 19:25 | 20:25 |       |       | 138:129     | 200    | raport |
| 10.12.2003                           | 20:30 | Vitória SC                    | 3:2   | VT Tiroler Wasserkraft    | 25:19 | 25:23 | 21:25 | 20:25 | 15:12 |             | 1600   | raport |
| 17.12.2003                           | 19:00 | Vitória SC                    | 1:3   | VT Tiroler Wasserkraft    | 26:24 | 21:25 | 15:25 | 19:25 |       | 700         | raport |        |
| 10.12.2003                           | 17:00 | Deltacons Tulcza              | 3:0   | LĀSE-R/Rīga               | 25:16 | 25:11 | 25:14 |       |       |             | 1100   | raport |
| 17.12.2003                           | 18:30 | Deltacons Tulcza              | 3:1   | LĀSE-R/Rīga               | 25:12 | 25:20 | 19:25 | 25:23 |       | 500         | raport |        |
| 11.12.2003                           | 18:30 | Łukoil Neftochimik Burgas     | 3:1   | Erdemirspor               | 25:15 | 25:19 | 23:25 | 25:17 |       |             | 1200   | raport |
| 17.12.2003                           | 18:30 | Łukoil Neftochimik Burgas     | 2:3   | Erdemirspor               | 18:25 | 21:25 | 25:23 | 25:18 | 12:15 | 2000        | raport |        |
| Po lewej gospodarz pierwszego meczu. |       |                               |       |                           |       |       |       |       |       |             |        |        |

#### Ćwierćfinały
| Data                                 | Godz. | Drużyna 1          | Wynik | Drużyna 2                 | 1     | 2     | 3     | 4     | 5 | Małe punkty | Widzów | *      |
| ------------------------------------ | ----- | ------------------ | ----- | ------------------------- | ----- | ----- | ----- | ----- | - | ----------- | ------ | ------ |
| 22.01.2004                           | 20:30 | CV Elche           | 1:3   | Łokomotyw Charków         | 26:28 | 25:21 | 21:25 | 21:25 |   |             | 800    | raport |
| 27.01.2004                           | 17:00 | CV Elche           | 1:3   | Łokomotyw Charków         | 23:25 | 25:21 | 16:25 | 21:25 |   |             | raport |        |
| 21.01.2004                           | 20:30 | Castêlo da Maia GC | 3:0   | Vegyész RC Kazincbarcika  | 25:17 | 25:19 | 25:11 |       |   |             | 380    | raport |
| 27.01.2004                           | 17:00 | Castêlo da Maia GC | 3:0   | Vegyész RC Kazincbarcika  | 25:21 | 25:22 | 27:25 |       |   | 500         | raport |        |
| 21.01.2004                           | 19:00 | Calcit Kamnik      | 0:3   | VT Tiroler Wasserkraft    | 16:25 | 21:25 | 22:25 |       |   |             | 320    | raport |
| 28.01.2004                           | 19:00 | Calcit Kamnik      | 0:3   | VT Tiroler Wasserkraft    | 16:25 | 15:25 | 22:25 |       |   | 800         | raport |        |
| 21.01.2004                           | 17:15 | Deltacons Tulcza   | 3:0   | Łukoil Neftochimik Burgas | 25:22 | 25:19 | 25:21 |       |   | 144:137     | 1200   | raport |
| 29.01.2004                           | 18:00 | Deltacons Tulcza   | 0:3   | Łukoil Neftochimik Burgas | 23:25 | 23:25 | 23:25 |       |   | 144:137     | 1200   | raport |
| Po lewej gospodarz pierwszego meczu. |       |                    |       |                           |       |       |       |       |   |             |        |        |

### Turniej finałowy
Miejsce:  Innsbruck

#### Półfinały
| Data       | Godz. | Drużyna 1              | Wynik | Drużyna 2          | 1     | 2     | 3     | 4     | 5 | Widzów | *      |
| ---------- | ----- | ---------------------- | ----- | ------------------ | ----- | ----- | ----- | ----- | - | ------ | ------ |
| 13.03.2004 | 19:00 | Łokomotyw Charków      | 3:1   | Castêlo da Maia GC | 25:23 | 25:18 | 21:25 | 26:24 |   | 1050   | raport |
| 13.03.2004 | 16:30 | VT Tiroler Wasserkraft | 1:3   | Deltacons Tulcza   | 21:25 | 24:26 | 25:19 | 20:25 |   | 2000   | raport |

#### Mecz o 3. miejsce
| Data       | Godz. | Drużyna 1          | Wynik | Drużyna 2              | 1     | 2     | 3     | 4     | 5    | Widzów | *      |
| ---------- | ----- | ------------------ | ----- | ---------------------- | ----- | ----- | ----- | ----- | ---- | ------ | ------ |
| 14.03.2004 | 13:00 | Castêlo da Maia GC | 2:3   | VT Tiroler Wasserkraft | 25:17 | 25:22 | 21:25 | 18:25 | 8:15 | 1700   | raport |

#### Finał
| Data       | Godz. | Drużyna 1         | Wynik | Drużyna 2        | 1     | 2     | 3     | 4     | 5 | Widzów | *      |
| ---------- | ----- | ----------------- | ----- | ---------------- | ----- | ----- | ----- | ----- | - | ------ | ------ |
| 14.03.2004 | 15:30 | Łokomotyw Charków | 3:1   | Deltacons Tulcza | 25:18 | 22:25 | 25:16 | 25:20 |   | 1700   | raport |

## Klasyfikacja końcowa
| Miejsce | Drużyna                |
| ------- | ---------------------- |
| 1.      | Łokomotyw Charków      |
| 2.      | Deltacons Tulcza       |
| 3.      | VT Tiroler Wasserkraft |
| 4.      | Castêlo da Maia GC     |